# Skuggstrålar

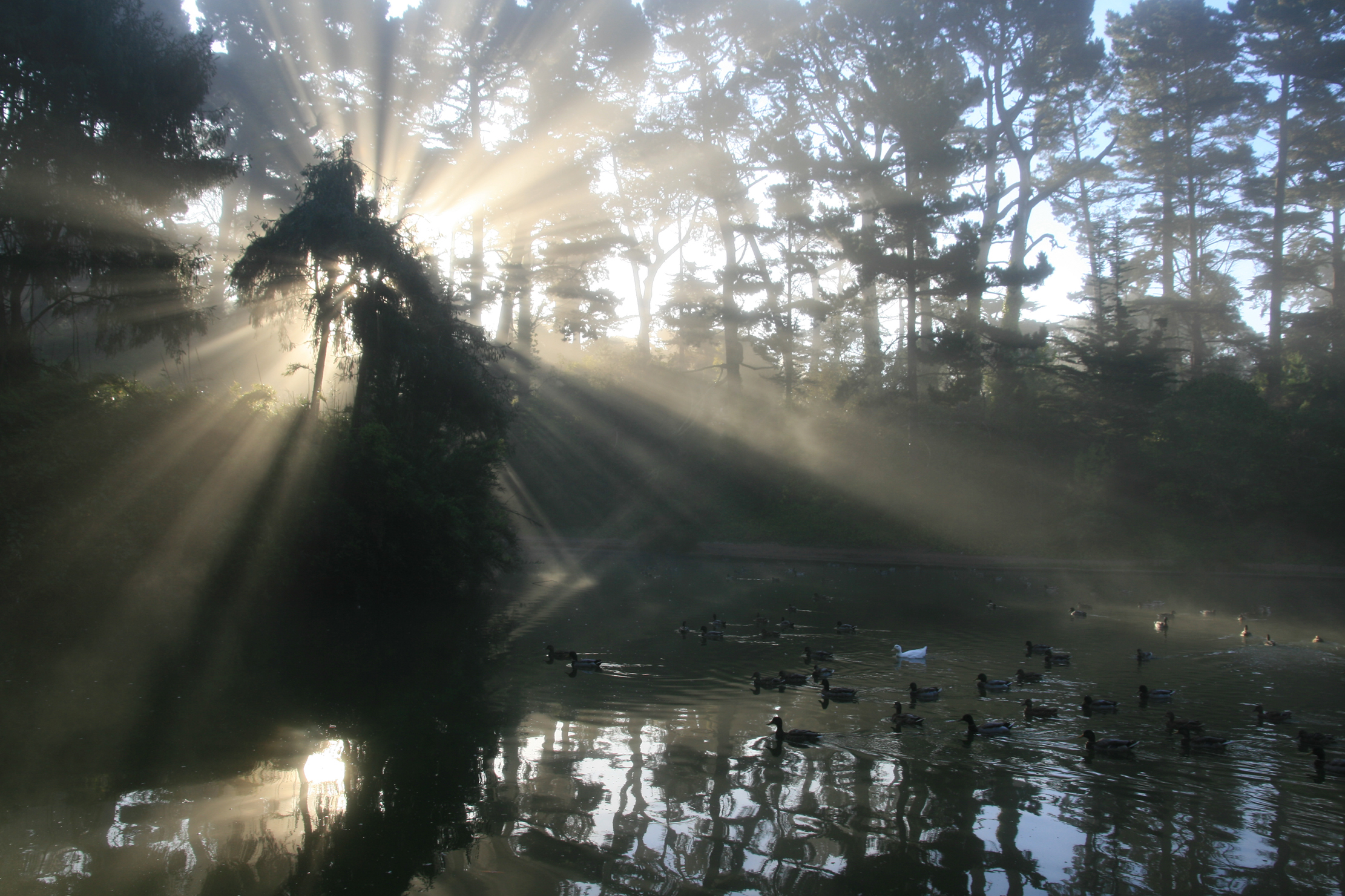
Solstrålar i Golden Gate Park, San Francisco. I bildens mitt kan man se ytterligare en samling solstrålar som strålar uppåt, dessas ljuskälla är solens reflektioner i vattnet.

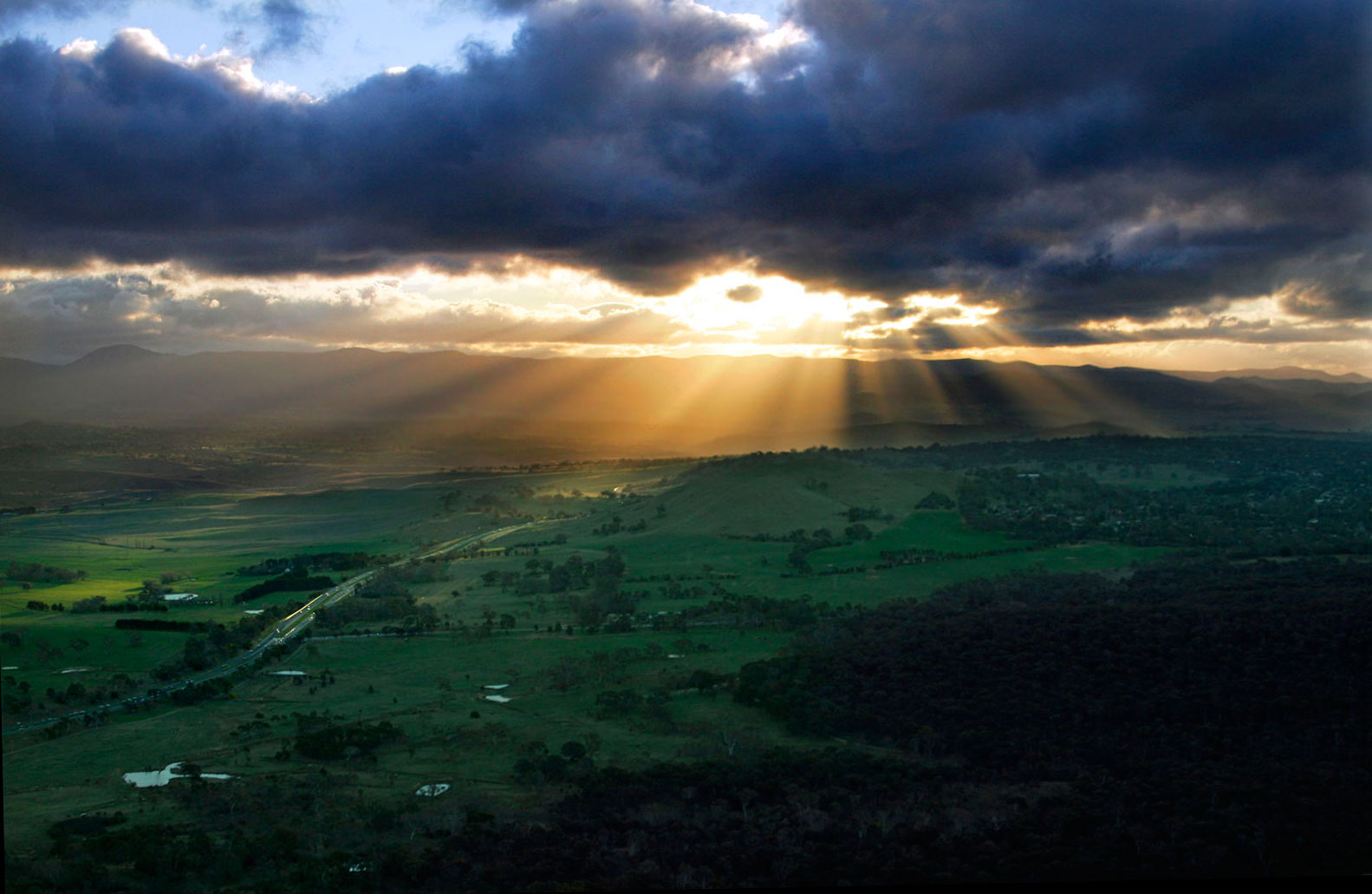
Solstrålar nära Canberra.

Skuggstrålar eller crepusculära strålar är ett optiskt fenomen i atmosfären när solljus ser ut att utstråla från en specifik punkt på himlen. Dessa solstrålar lyser genom luckor i moln eller andra objekt och är solbelyst luft som separeras av luft som ligger i skugga. Om strålarna syns fortsätta till andra sidan horisonten och konvergera kallas de för anticrepusculära strålar.
Solstrålar är parallella men ser ut att divergera på grund av ett linjärt perspektiv, jämförbart med hur en väg ser ut att avsmalna mot horisonten. Crepusculära strålar betyder skymningsstrålar. Solstrålar som belyser ett specifikt område på marken eller havet kallas ibland för Guds fingrar eller gudomliga strålar.